# 離魂歷劫自序
《離魂歷劫自序》，作者蘇曉康。一本自傳性散文，記錄六四事件後，蘇曉康與其妻傅莉流亡至美國，傅莉因車禍，而癱瘓，之後逐步復原的故事。

## 出版
- 1997年10月31日，由時報文化出版社，在台灣初版。（ISBN 9571324205）
- 2012年9月1日，印刻出版社，在台灣再版，由蘇曉康增訂。（ISBN 9789865933340）